# Исмейл-ков
Исмейл-ков — покинутое село (урочище) в Джейрахском районе Ингушетии. Входит в состав сельского поселения Гули

## География
Село находится вблизи реки Асса вблизи урочища Балкой, в 37 километрах к востоку от села Джейрах, административного центра района, в 23 километрах от Гули, административного центра поселения.

### Часовой пояс
Село Исмейл-ков, как и вся республика Ингушетия, находится в часовой зоне МСК (московское время). Смещение применяемого времени относительно UTC составляет +3:00.

## Население
| 2010 |
| ---- |
| 0    |

## Инфраструктура
Отсутствует.

## Достопримечательности
Древний башенный поселок